# Barbara Bodichon
Barbara Leigh Smith Bodichon (8 de abril de 1827-11 de junio de 1891) fue una pedagoga y artista británica, y una de las principales feministas y activistas por los derechos de las mujeres de mediados del siglo XIX.

## Primeros años
Bárbara nació de la relación extramatrimonial de Anne Longden, una sombrerera de Alfreton, y el político whig Benjamin (Ben) Leigh Smith (1783–1860), único hijo varón del abolicionista radical William Smith. Benjamin tenía cuatro hermanas: La mayor, Frances (Fanny) Smith, se casó con William Nightingale (de apellido Shore al nacer) con quien tuvo una hija, Florence, conocida enfermera y estadística; otra de sus hermanas, Joanna María, se casó con John Bonham-Carter (1788–1838) y fundó la familia Bonham Carter. El padre de Ben quiso que se casara con Mary Shore, la hermana de su cuñado William Nightingale.
El hogar de Ben Smith estaba en Marylebone, Londres, pero en 1816 heredó y adquirió la propiedad cercana a Hastings: la granja Brown cerca de Robertsbridge, que contaba con una casa preexistente construida alrededor de 1700, y Crowham Manor, Westfield, que incluía 200 acres (0.81 km²). Pese a ser un miembro de la nobleza terrateniente, Smith tenía puntos de vista radicales. Fue un disidente, unitario, defensor del libre comercio, y benefactor de los pobres. En 1826 costeó la construcción de una escuela para los pobres del casco urbano en Vincent Square, Westminster, y pagó un penique a la semana del coste anual de cada niño, la misma cantidad pagada por sus padres.
En una visita a su hermana en Derbyshire en 1826, Smith conoció a Anne Longden. Cuando quedó embarazada, él se la llevó a una casa de campo alquilada en Whatlington, un pequeño pueblo cercano a Battle, East Sussex. Allí vivió como "Mrs Leigh", apellido de los parientes de Ben Smith de la cercana Isla de Wight. El nacimiento de Barbara fue un escándalo porque la pareja no se casó; la ilegitimidad conllevó un pesado estigma social. Smith iba a diario desde la granja Brown a visitarles y a las ocho semanas del nacimiento de Barbara, Anne quedó embarazada de nuevo. Cuando su hijo Ben nació, los cuatro se fueron juntos a América, donde residieron dos años, tiempo durante el cual otro niño fue concebido.
Al regresar a Sussex, vivieron juntos abiertamente en la granja Brown y tuvieron dos hijos más. Tras el nacimiento de su último hijo en 1833, Anne enfermó de tuberculosis y Smith alquiló una casa con vistas al mar en el número 9 de Pelham Crescent en Hastings, puesto que las propiedades saludables de la brisa marina eran tenidas en gran consideración en aquel tiempo. Durante ese tiempo, Hanna Walker, una mujer del pueblo, fue contratada para cuidar de los niños. Anne no se recuperó, y Smith la llevó a Ryde, la ciudad de retiro en la Isla de Wight, donde murió en 1834 cuando Barbara tenía solo siete años.

## Vida adulta

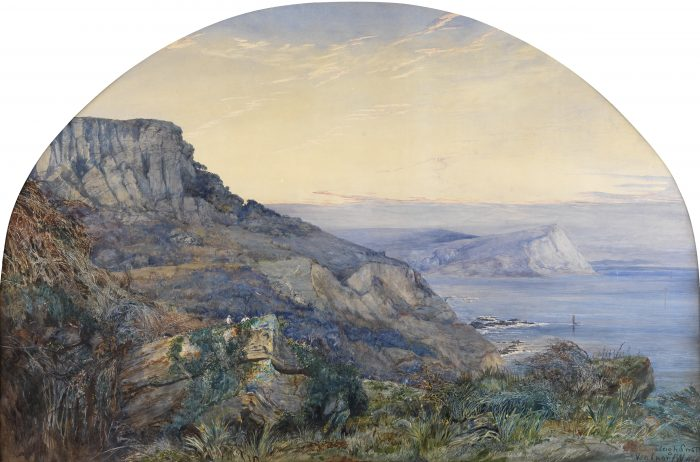
Ventnor pintado por Barbara Bodichon

Desde el principio, Barbara mostró un fuerte carácter y una enorme simpatía que la llevarían a ganarse un lugar destacado entre filántropos y trabajadores sociales. Un grupo de amigas y ella comenzaron a reunirse regularmente hacia 1850 en Langham Place (Londres) para debatir sobre los derechos de las mujeres, y empezaron a ser conocidas como "The Ladies of Langham Place". Este se convirtió en uno de los primeros movimientos organizados de mujeres en Gran Bretaña. Persiguieron con tesón muchas causas, entre ellas su Comité de Propiedad de las Mujeres Casadas. En 1854, Barbara publicó su Resumen Breve de las Leyes de Inglaterra relativas a las Mujeres, que ayudó a promover la aprobación del Decreto de 1882 de Propiedad de las Mujeres Casadas. Durante este periodo se hizo amiga íntima de la artista Anna Mary Howitt, para quien posó en varias ocasiones.
En 1857 se casó con un eminente médico francés, el Dr. Eugène Bodichon, y a pesar de pasar mucho tiempo en Argel, continuó dirigiendo los movimientos que había iniciado en nombre de las mujeres inglesas.

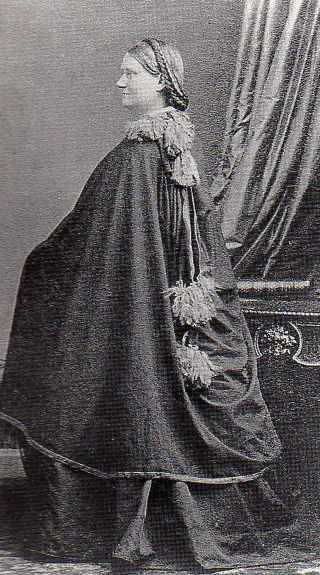
Barbara Bodichon

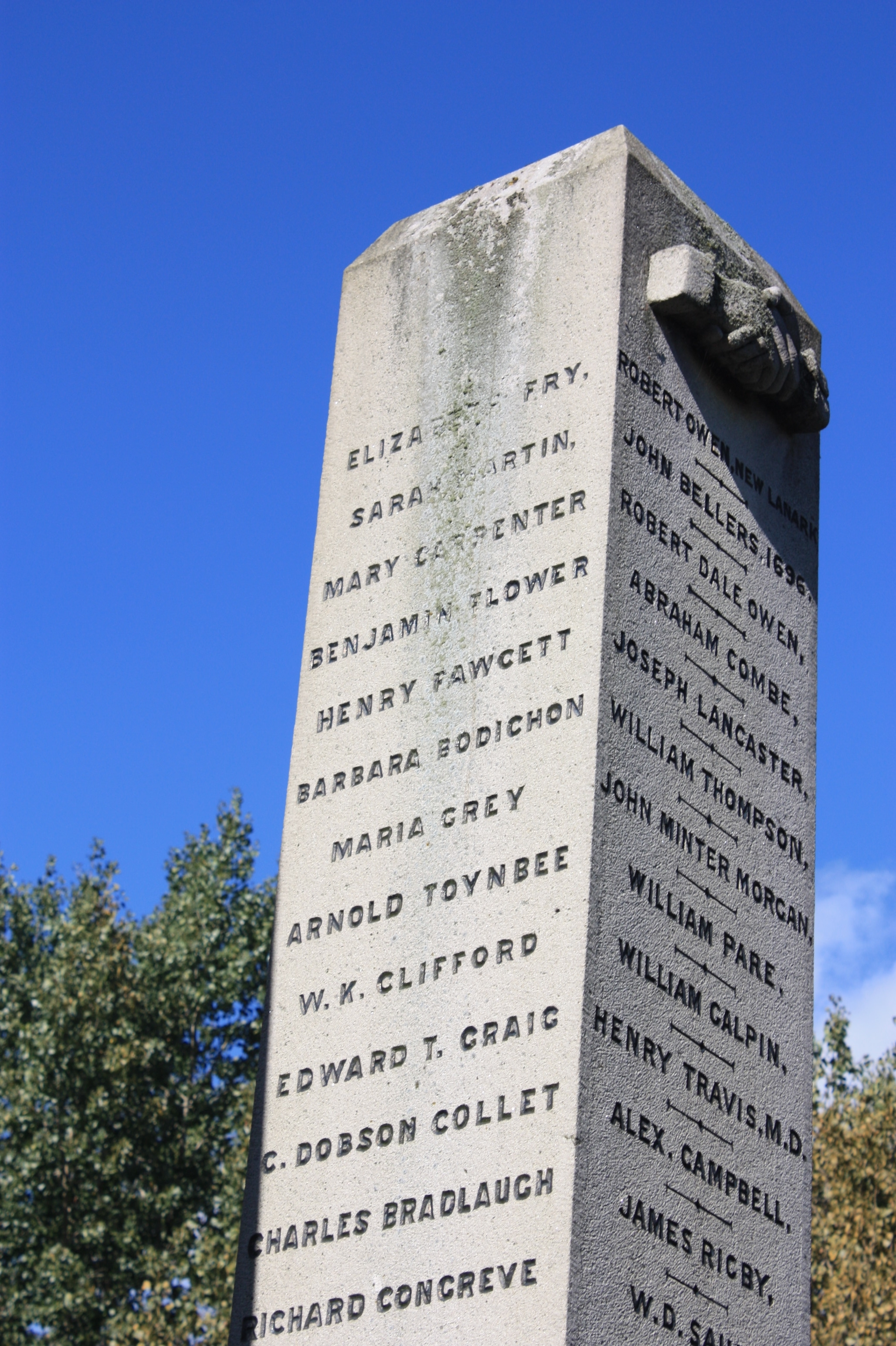
El nombre de Barbara Bodichon en el Monumento de Reformistas, Cementerio de Kensal Green

En 1858 fundó el English Women's Journal, una publicación periódica para hablar del empleo y de los asuntos de igualdad directamente relacionados con las mujeres, en particular del trabajo industrial manual o intelectual, el aumento de oportunidades de empleo, y la reforma de las leyes relacionadas con los sexos.
En 1866 en cooperación con Emily Davies ideó un sistema para ampliar la educación universitaria y hacerla llegar a las mujeres. El primer pequeño experimento del sistema en Hitchin llevó a la creación en 1869 del primer college residencial para mujeres de Inglaterra, el Girton College de la Universidad de Cambridge, al que Madame Bodichon dedicó generosamente gran parte de su tiempo y su dinero.
Barbara era unitaria, y escribió sobre Theodore Parker: Rogaba al Creador, la Madre infinita de todos nosotros (siempre utilizando Madre en vez de Padre en esta oración). De todas las plegarias que escuché en mi vida, era la que verdaderamente llegaba a mi alma. (Lingwood, 2008)
Pese a toda su labor como benefactora, también encontró tiempo para la vida social y para su arte favorito, la pintura. Estudió con William Holman Hunt. Sus acuarelas, expuestas en el Salón, la Royal Academy y otros lugares, mostraban gran originalidad y talento, y fueron admiradas por Corot y Daubigny. Su salón literario de Londres congregó a muchas de las celebridades literarias y artísticas de su tiempo. Fue íntima amiga de George Eliot, y según ella, la primera en reconocer la autoría de su novela Adam Bede. Se dice que su aspecto personal se describe en Romola. Madame Bodichon murió en Robertsbridge, Sussex, el 11 de junio de 1891.

## Redescubrimiento
En 2007, la feminista británica y defensora de la igualdad de derechos Lesley Abdela encontró la tumba de Barbara Bodichon en el diminuto cementerio de Brightling, East Sussex, a unas 50 millas (80 km) de Londres. Estaba en mal estado, con las rejas enmohecidas y rotas, y la inscripción en la lápida casi ilegible. La historiadora Dr. Judith Rowbotham de la Universidad Nottingham Trent hizo un llamamiento para recoger fondos para restaurar la tumba y su entorno. Se recaudaron cerca de £1,000. El dinero se utilizó bajo supervisión local para desbastar con chorro de arena, repintar las rejas y limpiar la lápida de granito.

## Otras lecturas
- Herstein, Sheila R. (1985). A mid-Victorian feminist, Barbara Leigh Smith Bodichon. New Haven: Yale University Press. ISBN 0-300-03317-6.

- Hirsch, Pamela (1998). Barbara Leigh Smith Bodichon: Feminist, Artist and Rebel. London: Chatto & Windus. ISBN 0-7011-6797-1.

- Lingwood, Stephen (2008). The Unitarian Life: Voices from the Past and Present. London: Lindsey Press. ISBN 978-0-85319-076-9.

- Marsh, Jan; Gerrish Nunn, Pamela (1998). Pre-Raphaelite Women Artists. London: Thames & Hudson. ISBN 0-500-28104-1.

- Matthews, Jacquie. Barbara Bodichon: Integrity in diversity (1827–1891) in Spender, Dale (ed.) Feminist theorists: Three centuries of key women thinkers, Pantheon 1983, pp. 90–123 ISBN 0-394-53438-7